# Orimarga juvenilis
Orimarga juvenilis är en tvåvingeart som först beskrevs av Zetterstedt 1851.  Orimarga juvenilis ingår i släktet Orimarga och familjen småharkrankar. Enligt den finländska rödlistan är arten starkt hotad i Finland. Arten är reproducerande i Sverige. Artens livsmiljö är rikkärr. Inga underarter finns listade i Catalogue of Life.